# Jardres
Jardres es una población y comuna francesa, en la región de Poitou-Charentes, departamento de Vienne, en el distrito de Poitiers y cantón de Saint-Julien-l'Ars.

## Demografía
| 572 | 580 | 581 | 715 | 831 | 906 |
| Para los censos de 1962 a 1999 la población legal corresponde a la población sin duplicidades (Fuente: INSEE [Consultar]) |     |     |     |     |     |